# Хлоракна
Хлоракне су подтип бубуљице венената или егзогени облик акни настао контактом са супстанцом која је покреће. Хлоракна се сматра једним од симптом тровања тела полихлорисаним угљоводоницима и диоксинима. 
Иако су ове промене на кожи типичне за акне, оне настају услед директног контакта коже са контактним токсином (халогенизованим ароматичним једињењима, као што су хлоровани диоксини и дибензофурани), након кога кожа формира комедоне (митесере), апсцесе, чворове и цисте, а корнификација се јавља на фоликулу длаке. Лезије се најчешће налазе на образима, иза ушију, у пределу пазуха и препона.
Стање је први пут описао код немачких индустријских радника 1897. Зигфрид Бетман,  и првобитно се веровало да је узроковано излагањем хлору (отуда назив „хлоракна“). Тек средином 1950-их хлоракна је повезана са ароматичним угљоводоницима.  Супстанце које могу изазвати хлоракну сада су заједно познате као хлоракнегени.
Хлоракна је посебно повезана са токсичном изложеношћу диоксинима (нуспроизводима многих хемијских процеса, укључујући производњу хербицида) – толико да се сматра клиничким знаком изложености диоксину. Озбиљност и почетак хлоракне могу пратити типичну асимптотичну криву односа доза-одговор.

## Историја
Термин хлоракна први је употребио немачки лекар Karl Herxheimer након што је прегледао групу раднике који су патили од тешких облика акни. Том приликом је открио да су болесни радници били запослени на радним местима у хлор-алкалној електролизи, па и је сходно томе и дао назив хлоракна. Појава ових акни је учестала након 1890. године када је уведен нови процес у коме се хлор таложио на угљеничној аноди. Као што је данас познато, у овом процесу формирани су  полихлоровани дибензодиоксини и дибензофурани, па је за њих Karl Herxheimer претпоставио да је  хлор узрок ове болести. Међутим, убрзо се посумњало да деривати хлорисаног катрана изазивају хлоракну. Систем за варење је препознат као пут апсорпције, али храњење лабораторијских животиња дериватима хлорисаног катрана није довело до хлоракне, већ до неспецифичног тровања. 
Karl Bernhard Lehmann препоручио запошљавање само радника са „отпорном“ кожом. Поред тога, постојале су и мере заштите на раду као што су мењање радне одеће, туширање и проветравање радних просторија. 
Након промене процеса у хлор-алкалној електролизи, случајеви хлоракне су изненада нестали 1905. године.
Током Првог светског рата , бројни радници који су правили филтере за гас маске имали су симптоме сличне оним код хлоракни, јер су филтерски материјал били натопљен перхлорованим нафталенима. Да би се радници заштитили издувни гасови и прашина из производње испуштани су напоље кроз системе за екстракцију, али је то изазвало болест стоке на околним пашњацима. 
После Великог рата, перхлорисани нафталени су коришћени за прављење детонатора за рударство, па је било случајева болести у оним предузећима која нису била обавештена о опасностима. Пруски државни трговачки лекар Лудвиг Телеки је 1927. године препознао да опасност од хлорисаних нафталена расте са степеном хлорисања и позвао је на напуштање употребе хлорисаних угљоводоника у производњи детонатора.
Мешутим и поред упозорења лекара, потражња за хлорисаним нафталенима наставила је да расте; јер су коришћени првенствено у производњи нових потрошачких добара као што су радио апарати. Године 1936. у САД је доказано да су ове супстанце изазвале жуту атрофију јетре . 
Током Другог светског рата , перхлорисани нафталени су коришћени у Сједињеним Државама за заштиту бродова од магнетних мина . Због оштећења здравља, радници бродоградилишта су морали насилно да буду одведени са својих радних места.
После Другог светског рата дошло је до несрећа у производњи хлорфенола које су резултовала хлоракнама међу радницима. Године 1954., сви запослени који су радили у производњи трихлорофенола у Хамбургу развили су хлоракне. Недуго пре тога, процес производње је промењен у такозвани „процес фенола под притиском“. На дерматолошкој клиници у Универзитетској болници Хамбург-Епендорф, помоћник доктора Карл-Хајнц Шулц је у почетку безуспешно покушао да сузи узрочну супстанцу тестом зечјег уха. Када су Вилхелм Сандерман, Ханс Штокман и Рајнхард Кастен синтетизовали 2,3,7,8-тетрахлородибензодиоксин (ТЦДД) по први пут 1956. године у Институту за хемију дрвета Савезног истраживачког института за шумарство и дрво у Рајнбеку код Хамбурга, Сандерман и лабораторијски техничар је такође развио хлоракну. Кроз даље експерименте запослених Шулца и Берингера, ТЦДД је јасно идентификован као окидач за хлоракну током производње трихлорофенола. 
Године 1957. Берингер је пребацио производњу хлорфенола на „процес на ниској температури“, који производи знатно мање диоксина. Иако ово откриће није објављено, Бехрингер је указао на предности новог процеса другим хемијским компанијама.
Према званичном броју, 187 деце је добило хлоракну након несреће у Севесу 1976. Случајеви болести су се јављали у неколико таласа. Није могло да се разјасни да ли су деца осетљивија на диоксине од одраслих или постоје специфични путеви за њих, на пример преко игралишта. Становништво погођених подручја је у три скрининга прегледано на хлоракну. После отприлике две године, удео случајева хлоракни у Севесу више није био приметан. Било је потребно десет година или дуже да се тешки случајеви хлоракне излече.
У септембру 2004. украјински политичар Виктор Јушченко је отрован 2,3,7,8-тетрахлородибензодиоксином, због чега је добиио  симптоме хлоракне.

## Етиологија
Хлоракна настаје као резултат излагања у животној средини одређеним халогенизованим ароматичним угљоводоницима и сматра се једним од најосетљивијих индикатора системског тровања овим једињењима. Хлоракну су први описали 1887. године Von Bettman  и Herxheimer 1889. године, који су сугерисали да је узрокована излагањем хлору и стога је названа „хлоракна“ на основу сличности њених клиничких карактеристика са акнама вулгарис. Од тада су идентификоване бројне хлоракнегене хемикалије, као што су хлоровани феноли, хлоронфталени, полихлоровани бифенили (ПЦБ) и друга полихлорована једињења, која укључују полихалогенизоване дибензофуране, полихлороване дибензо-п-диоксине и хлоринзоксине.
Познато је да сва хлоракнегенска једињења деле одређене структурне карактеристике укључујући молекуларну планарност и два бензенова прстена са атомима халогена који заузимају најмање три бочне позиције прстена. Изгледа да је положај халогених супституција критичан, пошто је познато да супституције које доводе до молекуларне непланарности драматично смањују хлоракнегену активност.
Диоксин је велика породица халогенованих ароматичних угљоводоника, која се састоји од трицикличних ароматичних једињења, а атоми водоника могу бити супституисани са до осам хлора, што дозвољава око 75 изомера. Диоксини се сматрају канцерогеним и ендокриним дисрупторима класе 1, а такође су и најмоћнији хлоракнеген у животној средини међу хлоракнегенима. 2,3,7,8-тетрахлородибензо п -диоксин (ТХДД) са четири атома хлора у бочним положајима је биолошки најактивнији изомер, а такође је и најтоксичнија позната супстанца  Хлоракна је најдоследнија манифестација тровања диоксином и сматра се њеним поузданим „маркером“.
Диоксини или други хлоракнегени се апсорбују у људско тело директним контактом, удисањем или гутањем. Генерално, просечна концентрација код нормалних људи је мања од 10 ппт, док је код пацијената са хлоракном преко неколико стотина ппт. Диоксин је стабилан и високо липофилан, а његов полуживот у људском телу је око 7∼11 година.

## Патогенеза
Тачна ћелијска и молекуларна патогенеза хлоракне је још увек нејасна. Пошто је главни ефекат изазван хлоракнегенима у различитим структурама коже промена целуларности је резултат израженог хиперпластичног или хипопластичног одговора. То указује да различите епителне структуре у кожи различито реагују на хлоракнегене, па епидермис и инфундибулум, који карактерише епидермални тип диференцијације, подлежу израженој хиперплазији, док лојне и знојне жлезде губе секреторну активност и замењују их кератинизирајуће ћелије.
Недавно су Panteleyev и Bickers   изнели хипотезу да је патогенеза хлоракне засновану на теорији епидермалних матичних ћелија да је хлоракнегениндукована трансформација пилосебацеалне јединице вођена активацијом и убрзаним изласком ћелија из одељка матичних ћелија. Ово може довести до неравнотеже у раној посвећености мултипотентних ћелија и њиховој преференцијалној диференцијацији дуж епидермалне лозе заједно са истакнутом епидермалном/инфундибуларном хиперплазијом и хиперкератинизацијом. Овај процес се можда контролише озбиљним сигналним путем арил-угљоводоничних рецептора (АхР), β-катенина експримираних у ћелијама.

## Клиничка слика
Обично након излагања хлоракнегенима, прва појава хлоракне је еритем или едем на лицу, затим се за неколико дана развијају у комедони који нису инфламаторни и цисте сламнате боје, а повремено се могу видети пустуле, неинфективни апсцеси и ожиљци.
Карактеристична је дистрибуција лезија хлоракне. Прво се лезије коже појављују на лицу и врату, а касније се шире на труп, екстремитете, гениталије или друга подручја. Генерално, комедони се чешће појављују на лицу и врату, посебно на доњој и спољашњој страни ока (маларски полумесец) и у постаурикуларним троугловима. Често су захваћене ушне шкољке, субокципитална линија косе и препоне. Цисте се често појављују на врату, раменима, грудном кошу, пенису, скротуму и пазуху. Нос, периорална кожа и супраорбитални региони су обично поштеђени. Повећање броја циста знак је погоршања хлоракне. 
Остале кожне лезије укључују:
- смањено лучење себума са ксерозом коже,
- пигментацију,
- порфиринопатију,
- хирзутизам,
- задебљање коже,
- палмоплантарна хидроза,
- палмоплантарна хиперкератоза.

Пошто хлоракна није само кожна већ системска токсична болест, она је понекад праћена и другим системским симптомима као што су:
- умор,
- анорексија,
- неуропатија,
- импотенција,
- поремећај функције јетре,
- хиперлипемија,
- анемија,
- артритис,
- тиромегалија
- офталмитис.

Хлоракну карактерише хроничност, због чега су  проглашене за високо липофилне и могу дуже да се задржавају у телесној масти. 
Обично од излагања хлоракнегенима до појаве клиничких симптома прође око 2-4 недеље, али након престанка излагања потребно је најмање 2-3 године да се опорави, понекад и преко. 15-30 година.
Озбиљност хлоракне је повезана са интензитетом и трајањем излагања, релативном хлоракнегеном снагом  специфичног једињења и индивидуалном осетљивошћу.
Неке студије су показале да су деца (млађа од 8 година) и људи са светлом бојом косе можда више подложни хлоракнегенима.

## Терапија
Када се хлоракна идентификује, примарна акција је уклањање пацијента и свих других појединаца са извора контаминације. Даље лечење је симптоматско.
Секундарне инфекције на тешким или упорним лезијама можда ће бити потребно лечити оралним антибиотицима или изотретиноином. Међутим, сама хлоракна може бити веома отпорна на било који третман.

## Прогноза
Ток болести је веома променљив. У неким случајевима лезије могу нестати у року од две године или више; међутим, у другим случајевима лезије могу бити ефективно трајне (средње трајање лезија у једној студији из 1984. било је 26 година, при чему су неки радници остали унакажени током три деценије након излагања).